# Жіана
Жіана (рум. Jiana) — село у повіті Мехедінць в Румунії. Входить до складу комуни Жіана.
Село розташоване на відстані 268 км на захід від Бухареста, 26 км на південь від Дробета-Турну-Северина, 87 км на захід від Крайови.

## Населення
За даними перепису населення 2002 року у селі проживали 792 особи, з них 791 особа (99,9%) румунів. Рідною мовою 791 особа (99,9%) назвала румунську.